# فیلیپ کاموس
فیلیپ کاموس (به فرانسوی: Philippe Camus) (زاده ۱۹۴۸) کارآفرین، بانکدار و مدیر ارشد اجرایی فرانسوی است، که در حال حاضر به‌عنوان رییس هیئت مدیره شرکت آلکاتل-لوسنت فعالیت می‌کند. وی عضو هیئت مدیره شرکت‌های شلومبرجر، آکور و بانک کردی اگریکول می‌باشد.